# SV Wiler-Ersigen
SV Wiler-Ersigen är en innebandyklubb i Ersigen i Schweiz som spelar i Swiss Mobiliar League och grundades 1984 under namnet SV Wiler. Laget avancerade för första gången till högsta ligan 1988. Året efter slog SV Wiler ihop verksamheten med föreningen UHC Ersigen. 1996 åkte det nya SV Wiler-Ersigen ur högsta ligan, men tog sig upp igen året efter. Därefter gick de till semifinal fyra år i rad följt av två finalförluster 2002 och 2003. 2004 lyckades de vinna klubbens första guld.
År 2005 blev ett mycket framgångsrikt år för klubben, de blev både liga- och cupmästare samma år som de vann Europacupen efter vinst över det svenska laget Pixbo Wallenstam IBK i finalen med 9-1. Sedan dess har de dominerat den schweiziska innebandyscenen genom att vinna ligan alla år förutom 2006, då Alligator Malans vann.
Sammanlagt har SV Wiler-Ersigen vunnit ligan sju gånger, cupen en gång och Europacupen en gång.
Flera svenska spelare har representerat klubben genom åren, bland andra Mattias Wallgren. Svenskarna Olle Thorsell och Henrik Quist spelar för klubben idag.